# Museo del fantastico e della fantascienza
Il MuFant (abbreviazione di Museo del fantastico e della fantascienza) è un piccolo museo della città di Torino, il primo in Italia interamente dedicato a tematiche fantastiche e fantascientifiche. Vi si trovano collezioni che afferiscono alle differenti espressioni del genere fantastico-fantascientifico: letteratura, cinema, fumetto, collezionismo, modellismo, televisione, illustrazione. Si trova nella piazza dedicata a Riccardo Valla, critico e scrittore di fantascienza.

## Storia

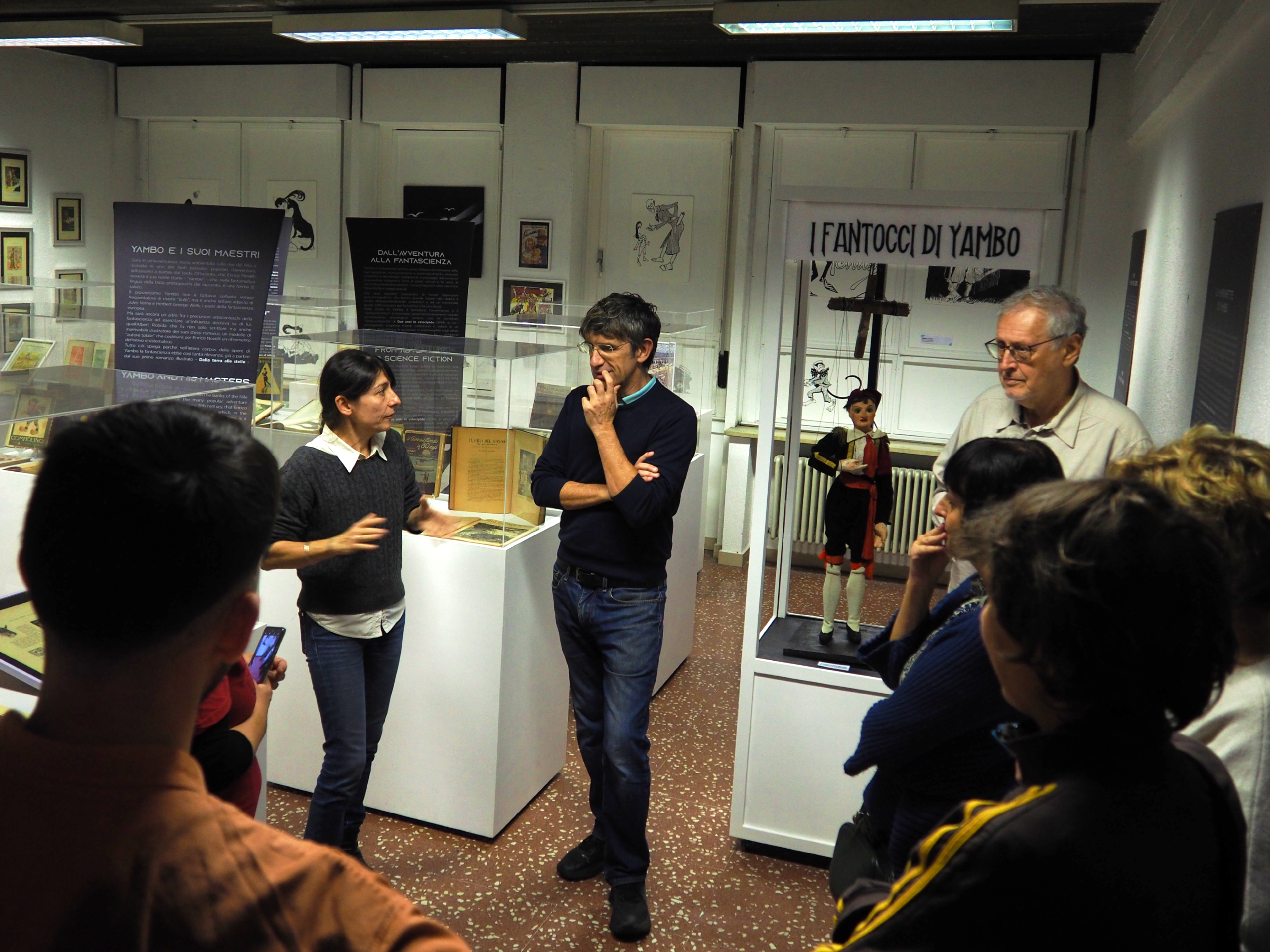
Visita guidata all'esposizione temporanea dedicata a Yambo

Il MuFant è nato nel 2009 ad opera di due esperti e appassionati, Silvia Casolari e Davide Monopoli, che hanno coinvolto nel progetto altri esperti e collezionisti. Il museo costituisce un esperimento "bottom up", "dal basso", in quanto la sua creazione è avvenuta attraverso il lavoro volontario dei suoi creatori e la partecipazione spontanea di tutti gli altri collaboratori. Nel corso del tempo, il museo è andato arricchendosi di materiali provenienti dalle collezioni dei fondatori e dalle collezioni di amici e sostenitori, nonché appassionati del genere fantastico e fantascientifico.

## Collezione
La collezione permanente del museo, esposta su 1000 metri quadri, propone pezzi e oggetti tra cui libri, illustrazioni, manifesti, locandine, modelli, dischi, gadget, francobolli, riviste.
La collezione è alquanto eterogenea: materiali ottocenteschi, soprattutto libri illustrati e non, stampe e cartoline; riviste di fantascienza pulp di inizio Novecento; oggetti, modelli e riviste degli anni cinquanta, come i primi robot giapponesi e le prime riviste italiane di fantascienza, sezioni specifiche dedicate alle serie cinematografiche e televisive degli anni sessanta e settanta, nonché una sezione dedicata Star Trek e a Guerre stellari, sezioni dedicate a tematiche specifiche, come i robot, le città del futuro, gli alieni, Jules Verne, la televisione italiana di fantascienza della Rai, la proto fantascienza italiana, ecc.
Tutte le collezioni sono di proprietà dei fondatori e dei numerosi collezionisti che fanno parte del comitato organizzativo.

## Laboratori
Il museo dispone di alcuni laboratori, tra cui il Videogame Lab, il laboratorio di sartoria e scenografia "Loving the Alien", e si è proposto di riqualificare il piazzale antistante il museo, denominandolo "Parco del Fantastico" e collocandovi sculture e organizzandovi attività.

## Biblioteca

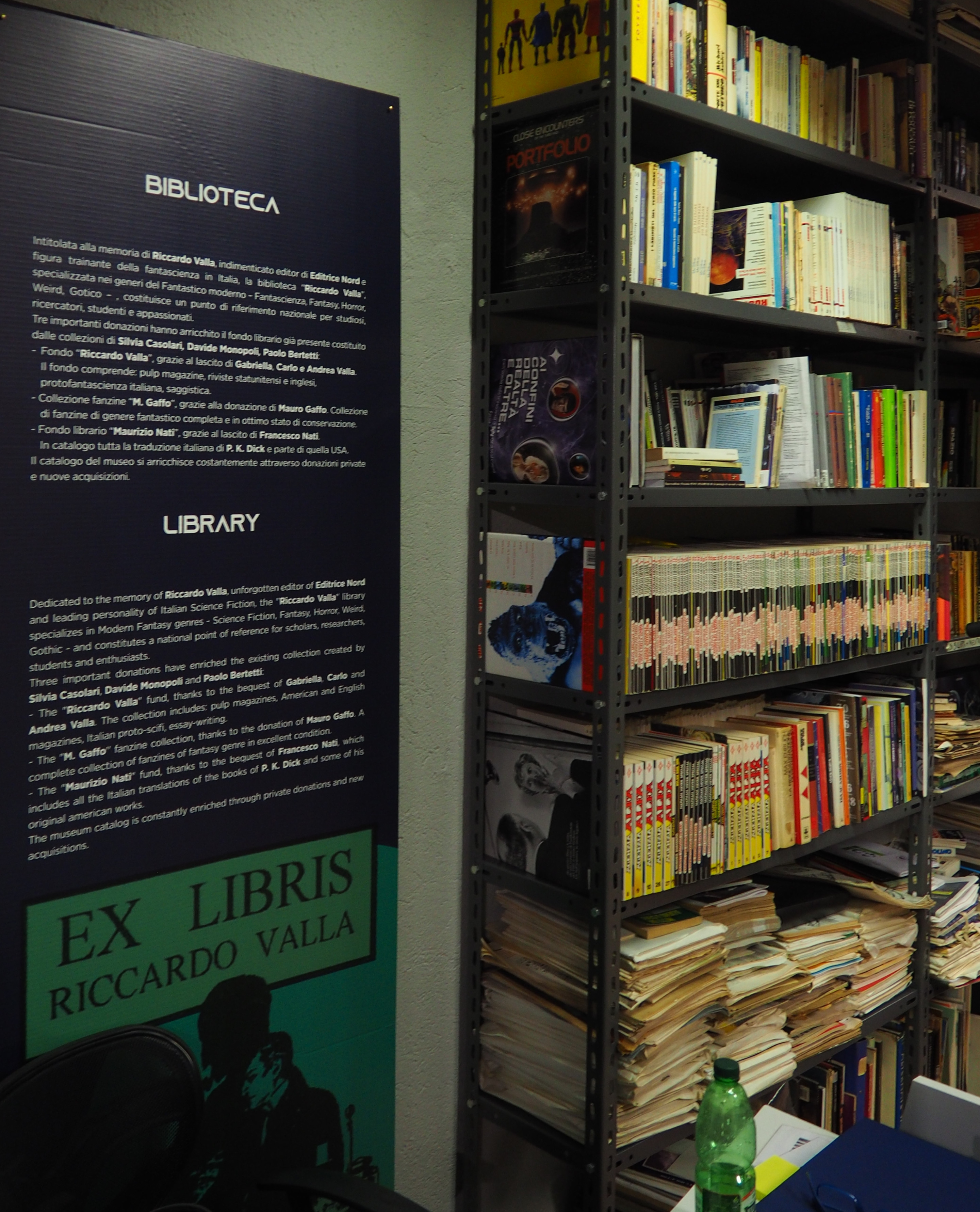
Alcuni volumi della biblioteca "Riccardo Valla" del MuFant

Il MuFant ha raccolto una biblioteca specializzata di oltre 20mila volumi, intitolata a Riccardo Valla, che con donazione della sua biblioteca ne ha fornito un importante nucleo.
I tre fondi più importanti che costituiscono la biblioteca sono:
- Il fondo librario "Riccardo Valla" (lascito di Gabriella, Carlo e Andrea Valla), che comprende riviste pulp, statunitensi e britanniche, protofantascienza italiana, saggistica.
- La collezione di fanzine "Mauro Gaffo", di genere fantastico.
- Il fondo librario "Maurizio Nati", che comprende tutte le opere tradotte in italiano di Philip K. Dick e parte di quelle in lingua originale.